# Perebea xanthochyma
Perebea xanthochyma là một loài thực vật có hoa trong họ Moraceae. Loài này được H.Karst. mô tả khoa học đầu tiên năm 1862.